# Ormyrus nkoloensis
Ormyrus nkoloensis is een vliesvleugelig insect uit de familie Ormyridae. De wetenschappelijke naam is voor het eerst geldig gepubliceerd in 2011 door Rasplus.